# Double Drop D
Drop D er en måde, at stemme en guitar på. Den eneste forskel på standard og Double Drop D, er at den dybeste streng og den højeste streng stemmes i tonen D, i stedet for E. Dvs. den stemmes i D-A-D-G-H-D.

## Guitarstykker i Double Drop D
- "Ballad of Hollis Brown" med Bob Dylan

 Der er for få eller ingen kildehenvisninger i denne artikel, hvilket er et problem. Du kan hjælpe ved at angive troværdige kilder til de påstande, som fremføres i artiklen.